# Nec temere, nec timide

Stemma della città di Danzica

Nec temere, nec timide è una locuzione latina che significa: Non temerariamente, ma nemmeno timidamente.
Tra le tante ricorrenze, risulta essere il motto della città di Danzica.